# Vladimir Karassiov
Pour les articles homonymes, voir Karassiov.
Vladimir Ivanovitch Karassiov (en russe : Владимир Иванович Карасёв, transcription en anglais : Vladimir Karasev) est un joueur d'échecs et entraîneur soviétique puis russe né le 17 juin 1938 à Léningrad et mort le 9 juillet 2021. Maître international depuis 1976, Karassiov fut champion de Leningrad en 1974 et champion d'Europe senior (plus de 65 ans) en 2015.

## Carrière aux échecs
Karassiov participa à trois finales du championnat d'URSS (en 1967, 1970 et 1971). En 1965, 1970 et 1982, il termina premier ex æquo du championnat de Leningrad d'échecs et perdit le match de départage pour la première place contre Fabissovitch en 1965 (2 à 3) et contre Tseitline en 1970 (1,5 à 2,5). Il fut champion de Leningrad en 1974. 
Il remporta le tournoi international mémorial Rubinstein de Polanica-Zdrój en 1974.
Karassiov termina deuxième du tournoi international d'Albena en 1976 et obtint le titre de maître international la même année. En janvier 1977, il fut classé 74e joueur mondial avec un classement Elo de 2 515 points.
Il fut champion de Russie vétérans en 2001, 2002 et 2004 et champion d'Europe senior (vétérans de plus de 65 ans) en 2015.